# جيمس أ. بوشنل
جيمس أ. بوشنل (بالإنجليزية: James A. Bushnell)‏ هو مصرفي أمريكي، ولد في 27 يوليو 1826 في نيويورك في الولايات المتحدة، وتوفي في 10 أبريل 1912 في جنكشن سيتي في الولايات المتحدة.